# 음력 10월 30일
음력 10월 30일은 음력 10월의 30번째 날이다.

## 문화
- 1999년 - 인천 도시철도 1호선 귤현역이 개통됨.
- 2005년 - 지상파 텔레비전 평일 낮 방송 개시.

## 탄생
- 1678년 - 청나라의 5대 황제 옹정제.

## 같이 보기
- 음력 360일: 1월 2월 3월 4월 5월 6월 7월 8월 9월 10월 11월 12월
- 전날:10월 29일 다음날:11월 1일 - 전달:9월 30일 다음달:11월 30일
- 양력:10월 30일
- 음력, 윤달